# 尼克 (匈牙利)
尼克，是匈牙利沃什州所辖的一个村，总面积11.40平方公里，总人口519，人口密度45.5人/平方公里（2010年1月1日）。